# AC Milán 2019/2020
Tento článek se podrobně zabývá událostmi ve fotbalovém klubu AC Milán v sezoně 2019/20 a jeho působení v nejvyšší lize a domácího poháru.

## Realizační tým
| Post                                            | Jméno |
| ----------------------------------------------- | --- |
| Hlavní trenér                                   | Marco Giampaolo (do 8.10. 2019) Stefano Pioli                                                                |
| Asistent trenéra                                | Francesco Conti (do 8.10. 2019) Giacomo Murelli                                                              |
| Trenér brankářů                                 | Luigi Turci                                                                                                  |
| Vedoucí mužstva                                 | Andrea Romeo                                                                                                 |
| Sportovní trenéři                               | Samuele Melotto a Stefano Rapetti (do 8. 10.2019) Luca Monguzzi, Matteo Osti, Roberto Peressutti, Marco Vago |
| Klubové vedení                                  | |
| Prezident klubu                                 | Paolo Scaroni                                                                                                |
| Generální ředitel                               | Ivan Gazidis                                                                                                 |
| Technický ředitel                               | Paolo Maldini                                                                                                |
| Generální ředitel technické a sportovní oblasti | Zvonimir Boban (do 7. 3. 2020)                                                                               |
| Sportovní ředitel                               | Frederic Massara                                                                                             |
| Velvyslanec klubu                               | Franco Baresi                                                                                                |

## Soupiska
Aktuální k datu 1. srpna 2020.
| Číslo | Pozice | Nár.                | Hráč                 | Datum narození a věk        | Od roku | Předchozí angažmá | Poznámka                                      |
| ----- | ------ | ------------------- | -------------------- | --------------------------- | ------- | ----------------- | --------------------------------------------- |
| 1     | B      | Bosna a Hercegovina | Asmir Begović        | 20. června 1987 (37 let)    | 2019    | Bournemouth       | přišel v lednu                                |
| 2     | O      | Itálie              | Davide Calabria      | 6. prosince 1996 (28 let)   | 2014    | Juniorka          |                                               |
| 4     | Z      | Alžírsko            | Ismaël Bennacer      | 1. prosince 1997 (27 let)   | 2019    | Empoli            |                                               |
| 5     | Z      | Itálie              | Giacomo Bonaventura  | 22. srpna 1989 (35 let)     | 2014    | Atalanta          |                                               |
| 7     | Ú      | Španělsko           | Samu Castillejo      | 18. ledna 1995 (30 let)     | 2018    | Villarreal        |                                               |
| 8     | Ú      | Španělsko           | Suso                 | 19. listopadu 1993 (31 let) | 2015    | Liverpool         | v lednu odešel do Sevilla FC                  |
| 9     | Ú      | Polsko              | Krzysztof Piątek     | 1. července 1995 (29 let)   | 2019    | Janov             | v lednu odešel do Hertha Berlín               |
| 10    | Z      | Turecko             | Hakan Çalhanoğlu     | 8. února 1994 (31 let)      | 2017    | Leverkusen        |                                               |
| 11    | Ú      | Itálie              | Fabio Borini         | 29. března 1991 (33 let)    | 2017    | Sunderland        | v lednu odešel do Hellas Verona FC            |
| 12    | O      | Itálie              | Andrea Conti         | 2. března 1994 (31 let)     | 2017    | Atalanta          |                                               |
| 13    | O      | Itálie              | Alessio Romagnoli    | 12. ledna 1995 (30 let)     | 2015    | Řím               | Kapitán                                       |
| 17    | Ú      | Portugalsko         | Rafael Leão          | 10. června 1999 (25 let)    | 2019    | Lille             |                                               |
| 18    | Ú      | Chorvatsko          | Ante Rebić           | 21. září 1993 (31 let)      | 2019    | Frankfurt         |                                               |
| 19    | O      | Francie             | Theo Hernández       | 6. října 1997 (27 let)      | 2019    | Real Madrid       |                                               |
| 20    | Z      | Argentina           | Lucas Biglia         | 30. ledna 1986 (39 let)     | 2017    | Lazio             |                                               |
| 21    | Ú      | Švédsko             | Zlatan Ibrahimović   | 3. října 1981 (43 let)      | 2019    | Los Angeles       | přišel v lednu                                |
| 22    | O      | Argentina           | Mateo Musacchio      | 26. srpna 1990 (34 let)     | 2017    | Villarreal        |                                               |
| 24    | O      | Dánsko              | Simon Kjær           | 26. března 1989 (35 let)    | 2019    | Sevilla           | přišel v lednu z Sevilla FC                   |
| 25    | B      | Španělsko           | Pepe Reina           | 31. srpna 1982 (42 let)     | 2018    | Neapol            | v lednu odešel na hostování do Aston Villa FC |
| 27    | Ú      | Portugalsko         | André Silva          | 6. listopadu 1995 (29 let)  | 2017    | Porto             | v srpnu odešel na hostování do Frankfurt      |
| 29    | Ú      | Itálie              | Lorenzo Colombo      | 8. března 2002 (23 let)     | 2019    | Juniorka          |                                               |
| 31    | O      | Itálie              | Mattia Caldara       | 5. května 1994 (30 let)     | 2018    | Juventus          | v lednu odešel do Atalanta BC                 |
| 33    | Z      | Bosna a Hercegovina | Rade Krunić          | 7. října 1993 (31 let)      | 2019    | Empoli            |                                               |
| 39    | Z      | Brazílie            | Lucas Paquetá        | 27. srpna 1997 (27 let)     | 2019    | Flamengo          |                                               |
| 43    | O      | Brazílie            | Léo Duarte           | 17. července 1996 (28 let)  | 2019    | Flamengo          |                                               |
| 46    | O      | Itálie              | Matteo Gabbia        | 21. října 1999 (25 let)     | 2019    | Juniorka          |                                               |
| 56    | O      | Belgie              | Alexis Saelemaekers  | 27. června 1999 (25 let)    | 2019    | Anderlecht        | přišel v lednu                                |
| 68    | O      | Švýcarsko           | Ricardo Rodríguez    | 25. srpna 1992 (32 let)     | 2017    | Wolfsburg         | v lednu odešel na hostování do PSV Eindhoven  |
| 79    | Z      | Pobřeží slonoviny   | Franck Kessié        | 19. prosince 1996 (28 let)  | 2017    | Atalanta          |                                               |
| 90    | B      | Itálie              | Antonio Donnarumma   | 7. července 1990 (34 let)   | 2017    | Tripolis          |                                               |
| 93    | O      | Uruguay             | Diego Laxalt         | 7. února 1993 (32 let)      | 2018    | Janov             | v lednu návrat z hostování                    |
| 98    | Ú      | Itálie              | Daniel Maldini       | 11. října 2001 (23 let)     | 2019    | Juniorka          |                                               |
| 99    | B      | Itálie              | Gianluigi Donnarumma | 25. února 1999 (26 let)     | 2015    | Juniorka          |                                               |

### Změny v kádru v letním přestupovém období 2019[8]
| Přišli do týmu | Přišli do týmu      | Přišli do týmu  | Přišli do týmu | Přišli do týmu      | Přišli do týmu | Přišli do týmu | Odešli z týmu | Odešli z týmu | Odešli z týmu       | Odešli z týmu | Odešli z týmu       | Odešli z týmu    | Odešli z týmu |
| Pozice         | Nár.                | Hráč            | Věk            | Odkud přišel        | Typ            | Cena           | Pozice        | Nár.          | Hráč                | Věk           | Kam odešel          | Typ              | Cena          |
| O              | Francie             | Theo Hernández  | 21             | Real Madrid         | přestup        | 20 mil. Euro   | B             | Itálie        | Alessandro Plizzari | 19            | AS Livorno Calcio   | hostování        |               |
| O              | Brazílie            | Léo Duarte      | 23             | Flamengo            | přestup        | 10 mil. Euro   | O             | Itálie        | Ignazio Abate       | 32            | Konec smlouvy       |                  |               |
| Z              | Pobřeží slonoviny   | Franck Kessié   | 22             | Atalanta BC         | využitá opce   | 24 mil. Euro   | O             | Česko         | Stefan Simič        | 24            | HNK Hajduk Split    | přestup          | 500 000 Euro  |
| Z              | Alžírsko            | Ismaël Bennacer | 21             | Empoli FC           | přestup        | 16 mil. Euro   | O             | Chorvatsko    | Ivan Strinić        | 32            | Konec smlouvy       |                  |               |
| Z              | Bosna a Hercegovina | Rade Krunić     | 25             | Empoli FC           | přestup        | 8 mil. Euro    | O             | Kolumbie      | Cristián Zapata     | 32            | Janov CFC           | přestup          | zadarmo       |
| Ú              | Portugalsko         | Rafael Leão     | 20             | Lille OSC           | přestup        | 23 mil. Euro   | O             | Paraguay      | Gustavo Gómez       | 26            | SE Palmeiras        | využitá opce     | 4,5 mil. Euro |
| Ú              | Chorvatsko          | Ante Rebić      | 25             | Eintracht Frankfurt | hostování      | za hráče       | Z             | Itálie        | Manuel Locatelli    | 21            | US Sassuolo Calcio  | využitá opce     | 10 mil. Euro  |
|                |                     |                 |                |                     |                |                | Z             | Uruguay       | Diego Laxalt        | 26            | Turín FC            | hostování        | 500 000 Euro  |
|                |                     |                 |                |                     |                |                | Z             | Francie       | Tiémoué Bakayoko    | 24            | Chelsea FC          | nevyužitá opce   |               |
|                |                     |                 |                |                     |                |                | Z             | Itálie        | Andrea Bertolacci   | 28            | Konec smlouvy       |                  |               |
|                |                     |                 |                |                     |                |                | Z             | Chorvatsko    | Alen Halilović      | 23            | SC Heerenveen       | hostování        |               |
|                |                     |                 |                |                     |                |                | Z             | Itálie        | Riccardo Montolivo  | 34            | Konec smlouvy       |                  |               |
|                |                     |                 |                |                     |                |                | Z             | Itálie        | Jose Mauri          | 23            | Konec smlouvy       |                  |               |
|                |                     |                 |                |                     |                |                | Ú             | Itálie        | Patrick Cutrone     | 21            | Wolverhampton       | přestup          | 18 mil. Euro  |
|                |                     |                 |                |                     |                |                | Ú             | Portugalsko   | André Silva         | 23            | Eintracht Frankfurt | hostování s opcí | za hráče      |

### Změny v kádru v zimním přestupovém období 2020[9]
| Přišli do týmu | Přišli do týmu      | Přišli do týmu      | Přišli do týmu | Přišli do týmu     | Přišli do týmu   | Přišli do týmu | Odešli z týmu | Odešli z týmu | Odešli z týmu     | Odešli z týmu | Odešli z týmu    | Odešli z týmu    | Odešli z týmu |
| Pozice         | Nár.                | Hráč                | Věk            | Odkud přišel       | Typ              | Cena           | Pozice        | Nár.          | Hráč              | Věk           | Kam odešel       | Typ              | Cena          |
| B              | Bosna a Hercegovina | Asmir Begović       | 32             | AFC Bournemouth    | hostování        |                | B             | Španělsko     | Pepe Reina        | 37            | Aston Villa FC   | hostování s opcí |               |
| O              | Dánsko              | Simon Kjær          | 30             | Sevilla FC         | hostování        |                | O             | Itálie        | Mattia Caldara    | 25            | Atalanta BC      | hostování s opcí |               |
| O              | Uruguay             | Diego Laxalt        | 26             | Turín FC           | konec hostování  |                | O             | Paraguay      | Gustavo Gómez     | 26            | SE Palmeiras     | využitá opce     | 4,5 mil. Euro |
| O              | Belgie              | Alexis Saelemaekers | 20             | RSC Anderlecht     | hostování s opcí | 3,5 mil. Euro  | O             | Švýcarsko     | Ricardo Rodríguez | 27            | PSV Eindhoven    | hostování s opcí | 1 mil. Euro   |
| Ú              | Švédsko             | Zlatan Ibrahimović  | 38             | Los Angeles Galaxy | přestup          | zadarmo        | Ú             | Polsko        | Krzysztof Piątek  | 24            | Hertha BSC       | přestup          | 27 mil. Euro  |
|                |                     |                     |                |                    |                  |                | Ú             | Itálie        | Fabio Borini      | 28            | Hellas Verona FC | přestup          | zadarmo       |
|                |                     |                     |                |                    |                  |                | Ú             | Španělsko     | Suso              | 26            | Sevilla FC       | hostování s opcí |               |

## Zápasy v sezoně 2019/20

### Serie A (Italská liga)
|              | ATA | BOL | BRE | CAL | FIO | JAN | INT | JUV | LAZ | LEC | NEA | PAR | ŘÍM | SAM | SAS | SPA | TUR | UDI | VER |
| ------------ | --- | --- | --- | --- | --- | --- | --- | --- | --- | --- | --- | --- | --- | --- | --- | --- | --- | --- | --- |
| Utkání doma  | 1:1 | 5:1 | 1:0 | 3:0 | 1:3 | 1:2 | 0:2 | 4:2 | 1:2 | 2:2 | 1:1 | 3:1 | 2:0 | 0:0 | 0:0 | 1:0 | 1:0 | 3:2 | 1:1 |
| Utkání venku | 0:5 | 3:2 | 1:0 | 2:0 | 1:1 | 2:1 | 2:4 | 0:1 | 3:0 | 4:1 | 2:2 | 1:0 | 1:2 | 4:1 | 2:1 | 2:2 | 1:2 | 0:1 | 1:0 |

Tabulka
| Poř. | Tým                | Z  | V  | R  | P  | VG | OG | B  |
| ---- | ------------------ | -- | -- | -- | -- | -- | -- | -- |
| 1.   | Juventus FC        | 38 | 26 | 5  | 7  | 76 | 43 | 83 |
| 2.   | Inter Milán        | 38 | 24 | 10 | 4  | 81 | 36 | 82 |
| 3.   | Atalanta BC        | 38 | 23 | 9  | 6  | 98 | 48 | 78 |
| 4.   | SS Lazio           | 38 | 24 | 6  | 8  | 79 | 42 | 78 |
| 5.   | AS Řím             | 38 | 21 | 7  | 10 | 77 | 51 | 70 |
| 6.   | AC Milán           | 38 | 19 | 9  | 10 | 63 | 46 | 66 |
| 7.   | SSC Neapol         | 38 | 18 | 8  | 12 | 61 | 50 | 62 |
| 8.   | US Sassuolo Calcio | 38 | 14 | 9  | 15 | 69 | 63 | 51 |
| 9.   | Hellas Verona FC   | 38 | 12 | 13 | 13 | 47 | 51 | 49 |

Poznámky
- Z = Odehrané zápasy; V = Vítězství; R = Remízy; P = Prohry; VG = Vstřelené góly; OG = Obdržené góly; B = Body

|  | Mistr ligy a přímý postup do Ligy mistrů 2020/21 |
|  | Přímý postup do Ligy mistrů 2020/21              |
|  | Přímý postup do Evropské ligy UEFA 2020/21       |
|  | Postup do předkola Evropské ligy UEFA 2020/21    |

### Coppa Italia (Italský pohár)
| Osmifinále 15. ledna 2020 | AC Milán                                                    | 3 – 0  | S.P.A.L. | Stadio Giuseppe Meazza, Milán |  |  |
| 18:00 SELČ                | 20' Krzysztof Piątek 44' Samu Castillejo 66' Theo Hernández | Report |          | Diváci: 32.093                |  |  |
|                           |                                                             |        |          |                               |  |  |

| Čtvrtfinále 28. ledna 2020 | AC Milán                                                                    | 4 – 2 v prodl. | Turín FC                | Stadio Giuseppe Meazza, Milán |  |  |
| 20:45 SELČ                 | 90+1', 106' Samu Castillejo 12' Giacomo Bonaventura 108' Zlatan Ibrahimović | Report         | Gleison Bremer 34', 71' | Diváci: 36.462                |  |  |
|                            |                                                                             |                |                         |                               |  |  |

| Semifinále - 1. zápas 13. února 2020 | AC Milán       | 1 – 1  | Juventus FC                   | Stadio Giuseppe Meazza, Milán |  |  |
| 20:45 SELČ                           | 61' Ante Rebić | Report | Cristiano Ronaldo 90+1'(pen.) | Diváci: 72.738                |  |  |
|                                      |                |        |                               |                               |  |  |

| Semifinále - 2. zápas 12. června 2020 | Juventus FC | 0 – 0  | AC Milán | Allianz Stadium, Turín |  |  |
| 21:00 SELČ                            |             | Report |          | Diváci: bez diváků     |  |  |
|                                       |             |        |          |                        |  |  |

## Hráčské statistiky
Aktuální ke konci sezony 2019/20
|        |                       |        | Serie A | Serie A     | Serie A   | Serie A   |     | Domácí poháry IP | Domácí poháry IP | Domácí poháry IP | Domácí poháry IP |    | Celkem    | Celkem      | Celkem | Celkem    |
| Pozice | Jméno                 |        | Zápasy  | Čistá konta |           | Vyloučení |     | Zápasy           | Čistá konta      |                  | Vyloučení        |    | Zápasy    | Čistá konta |        | Vyloučení |
| B      | Gianluigi Donnarumma  | 35     | 41      | 3           | 0         | 3         | 3   | 0                | 0                | 38               | 44               | 3  | 0         |             |        |           |
| B      | Asmir Begović         | 2      | 3       | 0           | 0         | 0         | 0   | 0                | 0                | 2                | 3                | 0  | 0         |             |        |           |
| B      | Pepe Reina            | 1      | 1       | 0           | 1         | 0         | 0   | 0                | 0                | 1                | 1                | 0  | 1         |             |        |           |
| Pozice | Jméno                 | Zápasy | Gól     |             | Vyloučení | Zápasy    | Gól |                  | Vyloučení        | Zápasy           | Gól              |    | Vyloučení |             |        |           |
| O      | Alessio Romagnoli     | 35     | 1       | 4           | 0         | 4         | 0   | 0                | 0                | 39               | 1                | 4  | 0         |             |        |           |
| O      | Theo Hernández        | 32     | 6       | 10          | 0         | 3         | 1   | 2                | 1                | 35               | 7                | 12 | 1         |             |        |           |
| O      | Davide Calabria       | 24     | 1       | 2           | 2         | 2         | 0   | 1                | 0                | 26               | 1                | 3  | 2         |             |        |           |
| O      | Andrea Conti          | 23     | 0       | 8           | 0         | 3         | 0   | 3                | 0                | 26               | 0                | 11 | 0         |             |        |           |
| O      | Mateo Musacchio       | 18     | 0       | 4           | 1         | 0         | 0   | 0                | 0                | 18               | 0                | 4  | 1         |             |        |           |
| O      | Simon Kjær            | 14     | 0       | 2           | 0         | 4         | 0   | 1                | 0                | 18               | 0                | 3  | 0         |             |        |           |
| O      | Matteo Gabbia         | 8      | 0       | 1           | 0         | 1         | 0   | 0                | 0                | 9                | 0                | 1  | 0         |             |        |           |
| O      | Diego Laxalt          | 4      | 0       | 1           | 0         | 2         | 0   | 0                | 0                | 6                | 0                | 1  | 0         |             |        |           |
| O      | Ricardo Rodríguez     | 5      | 0       | 0           | 0         | 0         | 0   | 0                | 0                | 5                | 0                | 0  | 0         |             |        |           |
| O      | Léo Duarte            | 5      | 0       | 2           | 0         | 0         | 0   | 0                | 0                | 5                | 0                | 2  | 0         |             |        |           |
| Pozice | Jméno                 | Zápasy | Gól     |             | Vyloučení | Zápasy    | Gól |                  | Vyloučení        | Zápasy           | Gól              |    | Vyloučení |             |        |           |
| Z      | Hakan Çalhanoğlu      | 34     | 9       | 6           | 0         | 3         | 2   | 0                | 0                | 37               | 11               | 6  | 0         |             |        |           |
| Z      | Franck Yannick Kessié | 34     | 4       | 3           | 0         | 3         | 0   | 0                | 0                | 37               | 4                | 3  | 0         |             |        |           |
| Z      | Ismaël Bennacer       | 30     | 1       | 14          | 0         | 4         | 0   | 0                | 0                | 34               | 1                | 14 | 0         |             |        |           |
| Z      | Giacomo Bonaventura   | 28     | 3       | 2           | 0         | 3         | 1   | 0                | 0                | 31               | 4                | 2  | 0         |             |        |           |
| Z      | Lucas Paquetá         | 24     | 0       | 7           | 0         | 2         | 0   | 0                | 0                | 26               | 0                | 7  | 0         |             |        |           |
| Z      | Rade Krunić           | 15     | 0       | 3           | 0         | 3         | 0   | 1                | 0                | 18               | 0                | 4  | 0         |             |        |           |
| Z      | Lucas Biglia          | 14     | 0       | 4           | 0         | 0         | 0   | 0                | 0                | 14               | 0                | 4  | 0         |             |        |           |
| Z      | Alexis Saelemaekers   | 12     | 1       | 1           | 1         | 2         | 0   | 0                | 0                | 14               | 1                | 1  | 1         |             |        |           |
| Pozice | Jméno                 | Zápasy | Gól     |             | Vyloučení | Zápasy    | Gól |                  | Vyloučení        | Zápasy           | Gól              |    | Vyloučení |             |        |           |
| Ú      | Rafael Leão           | 30     | 6       | 0           | 0         | 2         | 0   | 0                | 0                | 32               | 6                | 0  | 0         |             |        |           |
| Ú      | Ante Rebić            | 26     | 11      | 5           | 0         | 4         | 1   | 1                | 1                | 30               | 12               | 6  | 1         |             |        |           |
| Ú      | Samu Castillejo       | 21     | 1       | 3           | 1         | 3         | 1   | 2                | 0                | 24               | 2                | 5  | 1         |             |        |           |
| Ú      | Krzysztof Piątek      | 18     | 4       | 1           | 0         | 3         | 1   | 0                | 0                | 21               | 5                | 1  | 0         |             |        |           |
| Ú      | Zlatan Ibrahimović    | 17     | 9       | 1           | 0         | 2         | 1   | 2                | 0                | 19               | 10               | 3  | 0         |             |        |           |
| Ú      | Suso                  | 16     | 1       | 2           | 0         | 1         | 0   | 0                | 0                | 17               | 1                | 2  | 0         |             |        |           |
| Ú      | Lorenzo Colombo       | 1      | 0       | 0           | 0         | 2         | 0   | 0                | 0                | 3                | 0                | 0  | 0         |             |        |           |
| Ú      | Fabio Borini          | 2      | 0       | 1           | 0         | 0         | 0   | 0                | 0                | 2                | 0                | 1  | 0         |             |        |           |
| Ú      | Daniel Maldini        | 1      | 0       | 0           | 0         | 0         | 0   | 0                | 0                | 1                | 0                | 0  | 0         |             |        |           |
| Ú      | André Silva           | 1      | 0       | 1           | 0         | 0         | 0   | 0                | 0                | 1                | 0                | 1  | 0         |             |        |           |